# 카드카운터
《더 카드 카운터》(영어: The Card Counter)는 2021년 개봉한 미국의 범죄 드라마 영화이다. 폴 슈레이더가 감독과 각본을 맡았다. 2021년 제78회 베네치아 국제 영화제 황금사자상 경쟁후보작이다.

## 줄거리
아부그라이브 교도소 가혹행위 사건으로 불명예 제대하고 군교도소에서 8년 복역하며 카드 카운팅을 익힌 빌은 도박사로 살고 있다. 빌에게 선진 심문 기술(enhanced interrogation techniques)을 훈련시켰던 퇴역 군인 존 고도 소령은 민간 고문 자격으로 참여했기에 책임을 면피했으나 빌과 같은 일을 겪은 동료 군인 로저는 결국 자살하였다.
로저의 아들 커크는 빌에게 존을 고문 살해할 의향을 털어놓으며 동참을 부탁한다. 빌은 이를 거절하고 커크가 새 출발을 할 수 있도록 커크네 빚을 갚아주기 위해 월드 시리즈 오브 포커에 참가하는데...

## 출연
- 오스카 아이작 - 윌리엄 "빌" 텔 역
- 티퍼니 해디시 - 라 린다 역
- 타이 셰리든 - 커크 바우포 역
- 윌럼 더포 - 존 고도 소령 역